# Obchodní dům Vkus
Obchodní dům Vkus (někdy Módní oděvní dům Vkus) je dům od architektů Arnošta Krejzy a Karla Žáka nacházející se v Brně v ulici Veselá číslo orientační 5 a 7. Byl postaven na počátku 60. let 20. století na místě proluky, která vznikla po bombardování Brna v roce 1944 a měl sloužit mimo jiné pro hotel International jako úpravna a opravna šatů hostí. Stavba začala v roce 1962 a skončila v roce 1966, byla součástí rozsáhlejších úprav lokality, k nimž patřila i výstavba hotelu International, který byl dostavěn již v roce 1962. Na návrhu se podíleli i další architekti brněnského Stavoprojektu, který se ujal projektování stavby. Vedle Arnošta Krejzy a Karla Žáka to byli Miloslav Kramoliš, František Sláma, Jaroslav Drápal a Olga Drápalová.

## Popis
Na půdorysu dvou šikmých obdélníků ve tvaru písmene L jsou usazeny dva kvádry, které mají sedm podlaží. Fasáda je směrem do Veselé ulice tvořena řadou obdélných, na výšku položených oken. V jižní části je kolem oken omítka, dále je kolem ocelových rámů tmavé sklo. Okna jsou vertikálně dělena vystouplými hliníkovými lištami. Na rohu a směrem do prostranství před hotelem International je ve druhém a třetím patře vystouplý rizalit tvořený prosklenou fasádou, kde svisle vrubované hliníkové obložení tvoří přechod mezi jednotlivými patry. Tento rizalit pohledově navazuje na spojovací chodbu s hotelem International a na jeho předsazenou jednopatrovou část. Ve směru k hotelu se nachází jen vertikální pruh čtyř oken oddělený hliníkovými lištami, zbytek tvoří prostá omítnutá fasáda. V přízemí a prvním patře jsou pak ve směru do Veselé ulice prosklené výlohy oddělené římsou. Na této římse je nad vstupem  neonový nápis Vkus modré barvy. Římsa je podepřena sloupy, které jsou obložené malými pískovcovými ploškami. Jižní část bez prosklení je v úrovni přízemí a prvního patra celá pokrytá těmito pískovcovými obkladačkami, které jsou prolomené dvěma vstupními dveřmi. Ve směru k prostranství před hotelem je fasáda ve svém původním umístění až za prstencem, který zde tvoří krytý podchod vedoucí podél a dále skrz vnitroblok na Dominikánské náměstí, nebo na druhou stranu k hotelu International. Jelikož je dům v mírném svahu, je zde v rohu schodiště.
Střecha je plochá a v rohové části i pochozí a byla navržena jako společenský prostor.
Samotná fasáda je zavěšená na skeletu, ve kterém se nachází provozní zázemí, dílny, kanceláře a reprezentativní místnosti. Výstavní a reprezentační prostory byly umístěné v přízemí a nižších patrech. Stěny jsou obložené stavební mozaikou a ze stropu visí dekorativní lustry. Schodiště do vyšších pater je obloženo mramorem. Ve vyšších patrech se pak nacházejí kanceláře, dílny a sociální zařízení.

## Provozovatel a majitel budovy
Svůj název nese budova podle původního provozovatele a majitele budovy – oděvního družstva VKUS, které vzniklo v roce 1950 transformací prvorepublikového družstva VZOR, založeného v roce 1921 (od roku 1924 existovalo pod názvem Oděvní družstvo československých legionářů v Brně, během protektorátu jako Svépomocné oděvní družstvo v Brně). VKUS, který se zabýval zakázkovou malosériovou výrobou oděvů, měl v budově reprezentační prodejní prostory s výstavní síní, kanceláře, šicí dílny a sklady se sociálním zařízením zaměstnanců. K realizaci plánovaného internátu pro učně nedošlo. VKUS, oděvní družstvo Brno si svůj název podrželo až do svého zrušení k 1. únoru 2021, čímž prakticky po 100 letech zanikla dlouholetá tradice tohoto malovýrobního subjektu. V současnosti je majitelem budovy Svaz českých a moravských výrobních družstev (SČMVD).      

## Galerie

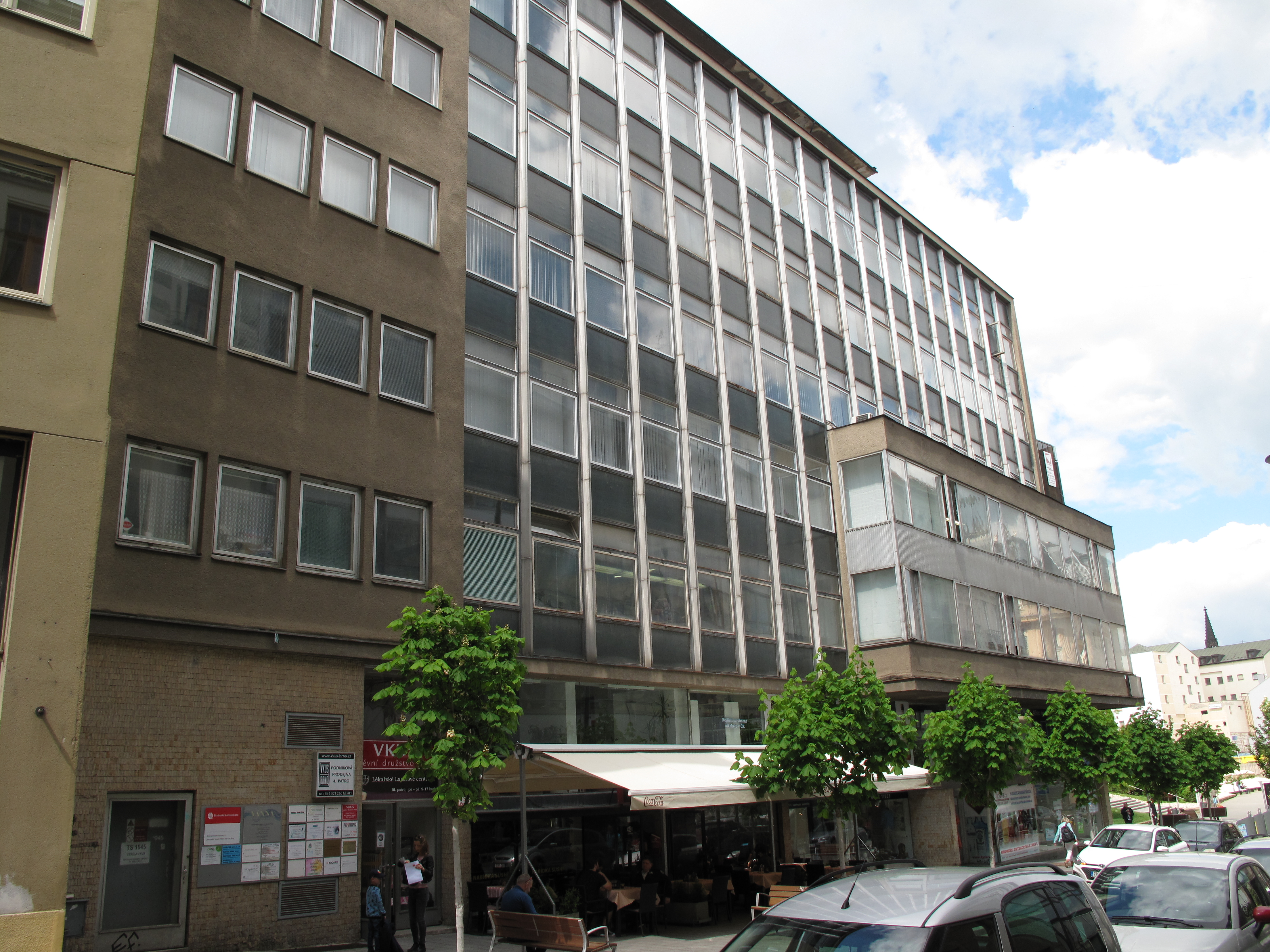
Pohled na fasádu z Veselé ulice
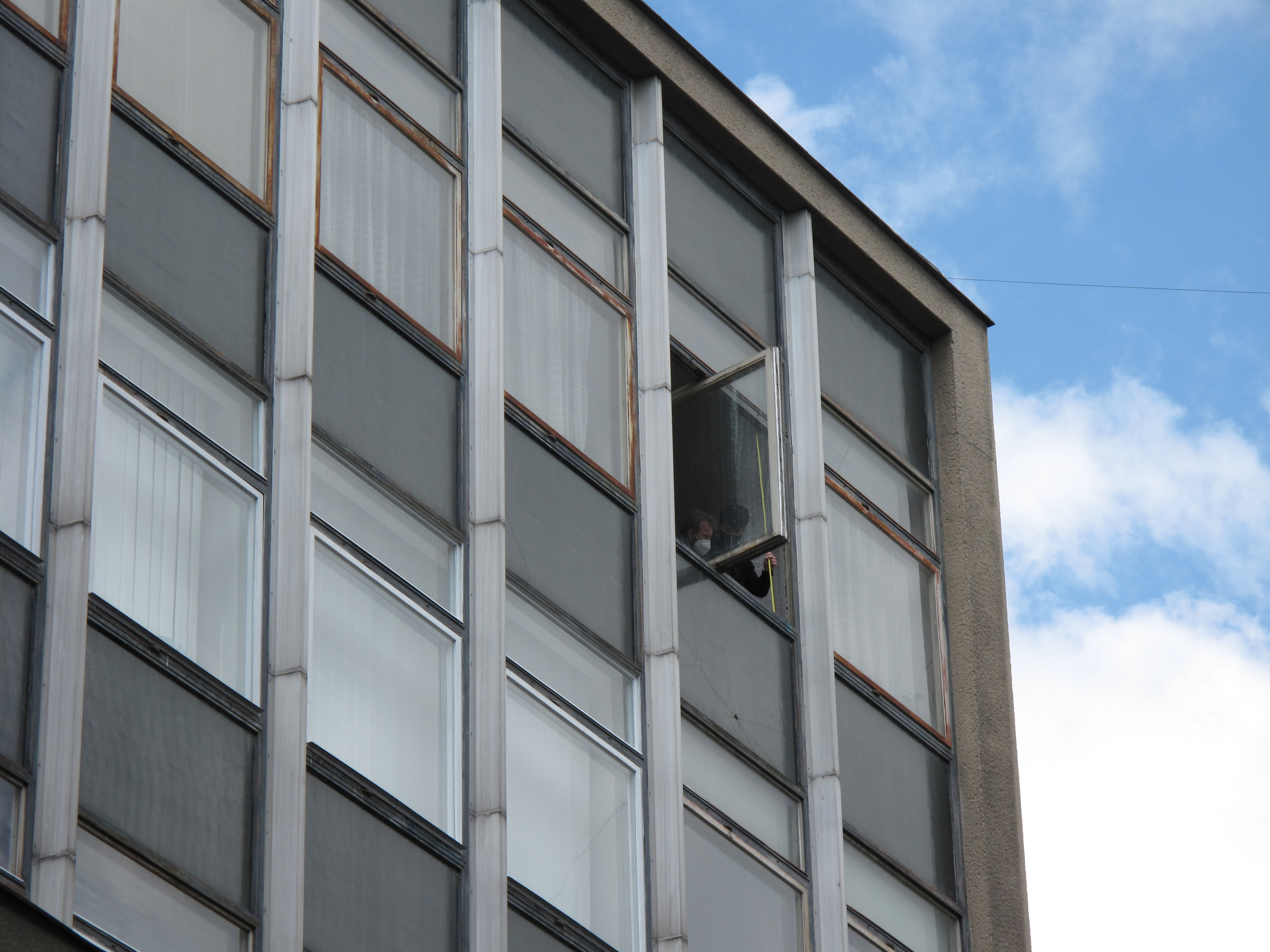
Detail prolomení fasády ve směru do Veselé
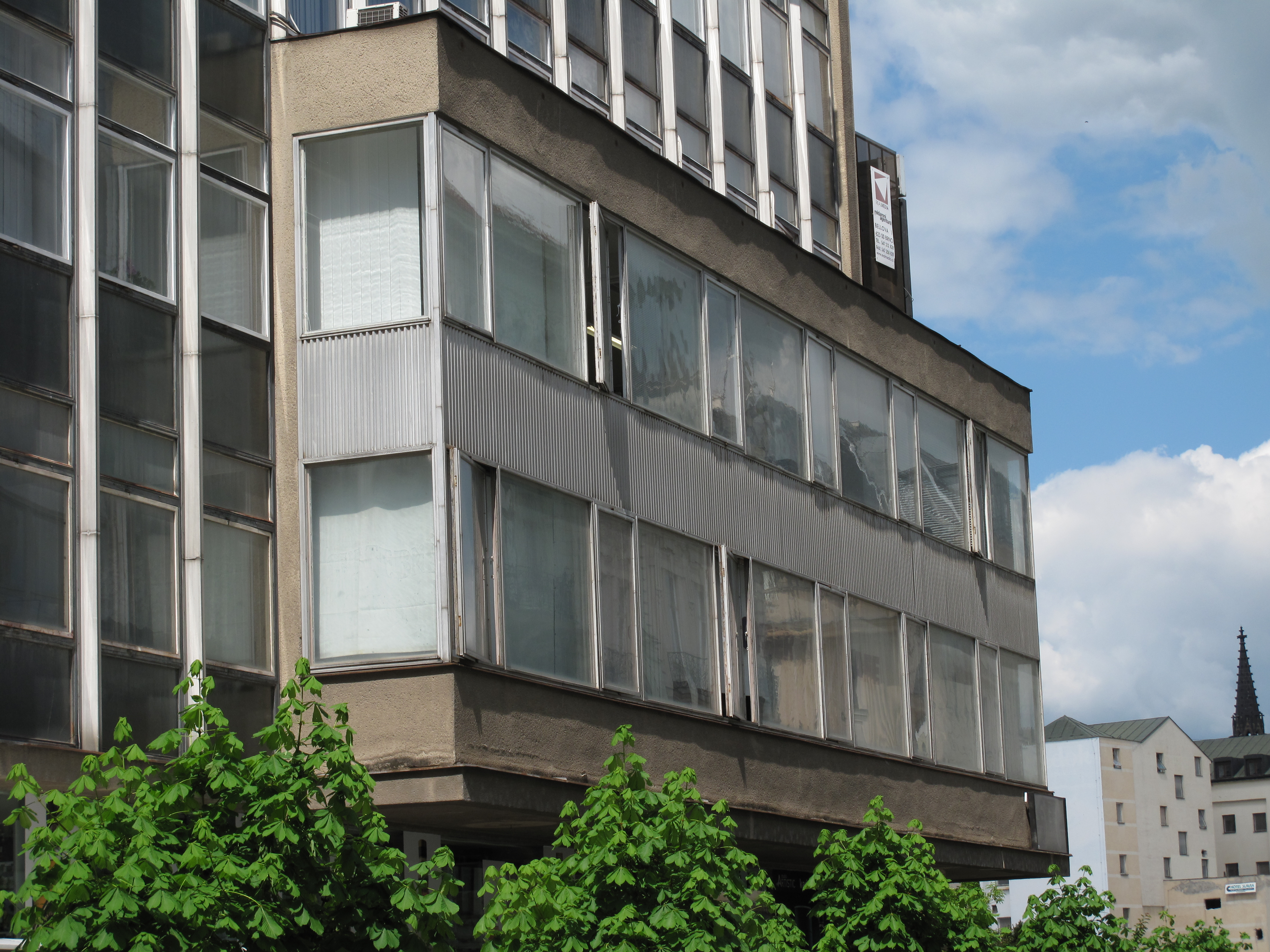
Začátek rizalitu ve Veselé ulici
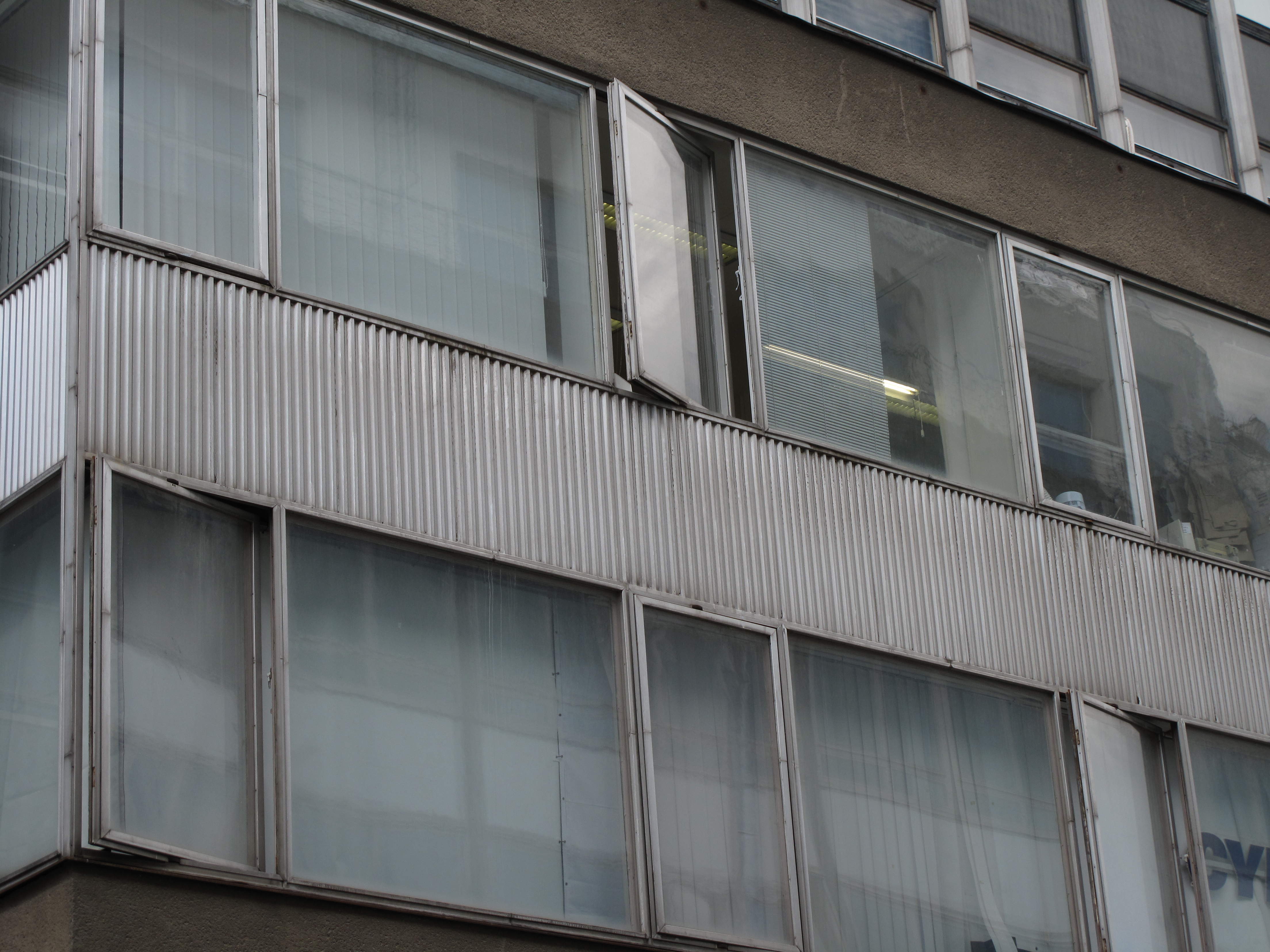
Hliníkové obložení a okna rizalitu
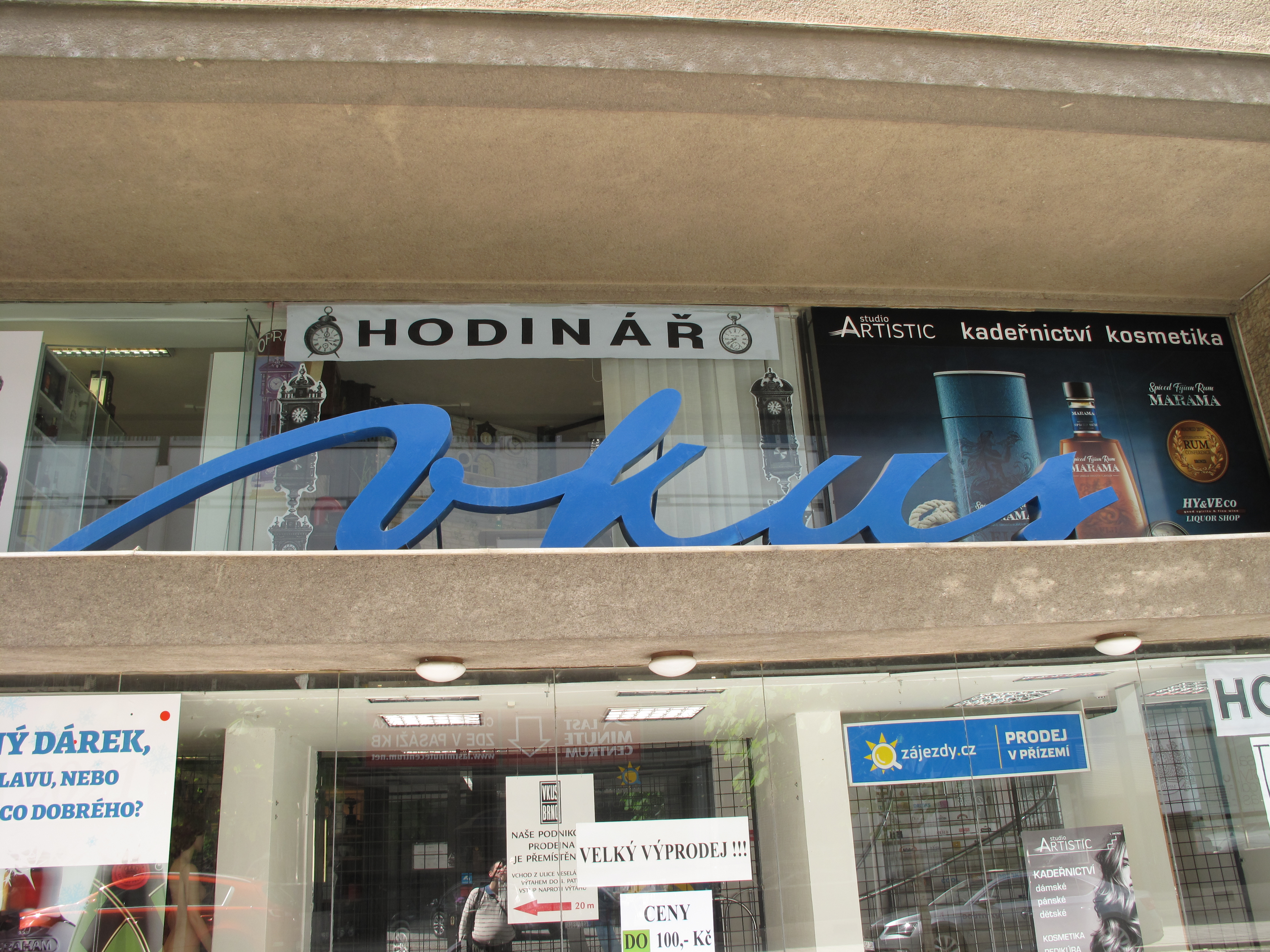
Nápis Vkus nad hlavním vchodem
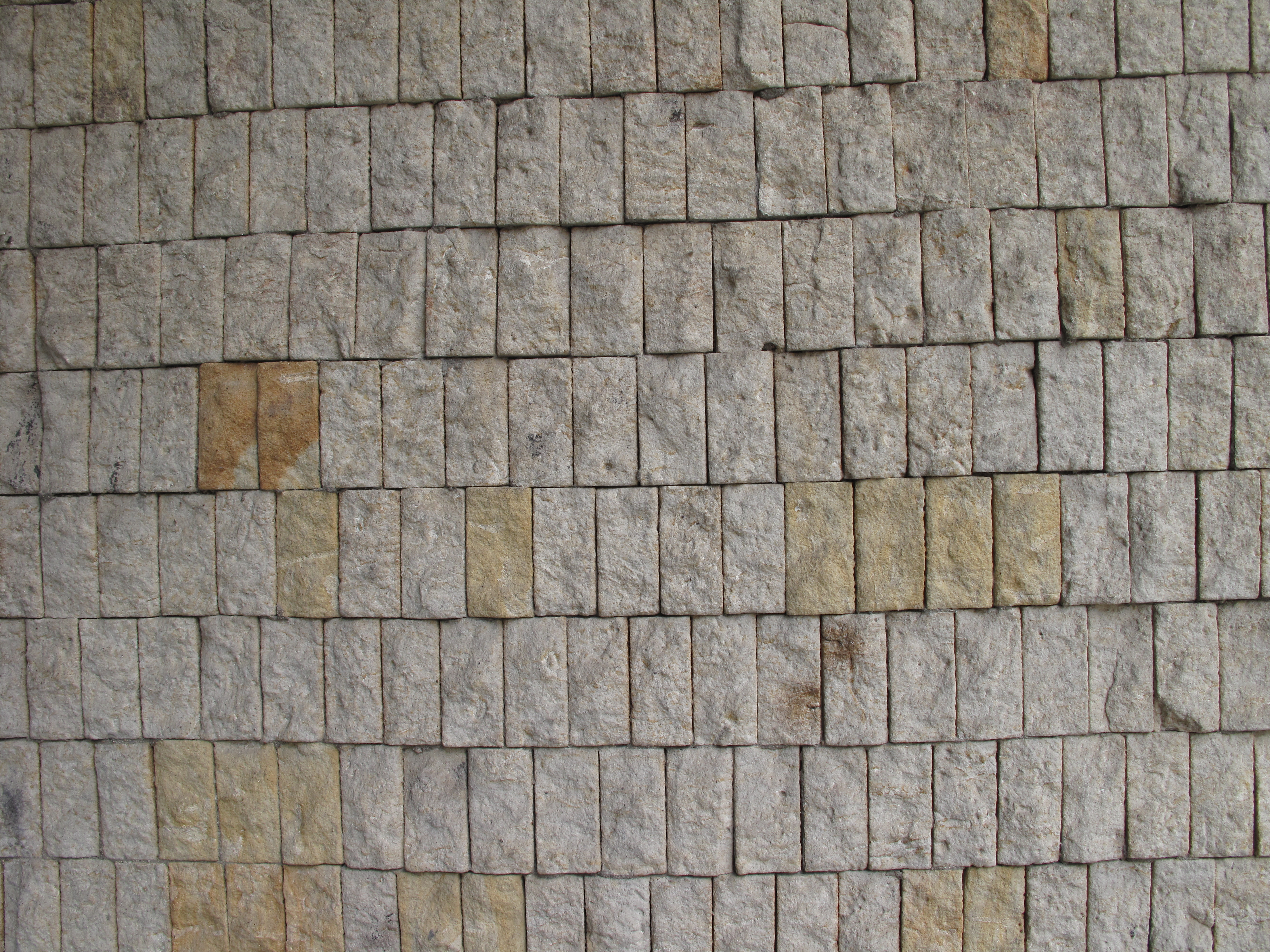
Detail sloupu obloženého pískovcovými obkladačkami